# Евдокия Българска
Вижте пояснителната страница за други личности с името Евдокия.
Княгиня Евдокия Българска, херцогиня Саксонска (Евдокия Аугуста Филипина Клементина Мария) е дъщеря на цар Фердинанд I и княгиня Мария-Луиза, сестра на цар Борис III и княз Кирил и зълва на царица Йоанна Савойска. Тя е от рода Сакскобургготски. Кръстена е по римокатолически обред в дворцовия параклис в София.
Когато Фердинанд I абдикира, тя и сестра ѝ княгиня Надежда го следват в родовото имение в Кобург. Благодарение на Александър Стамболийски, който отчита, че младият цар Борис остава твърде самотен в София, двете княгини се връщат в България през 1922 г. Евдокия се превръща в неговия най-близък довереник и съветник. До брака му с принцеса Джована Савойска през 1930 г. тя играе ролята на първа дама в двореца.
Тя се влюбва първо в младия флигеладютант Иван Багрянов и желае да сключи брак с него, но намерението ѝ е осуетено от баща ѝ, който категорично се противопоставя. За обект на нейните чувства се счита по-късно Първан Драганов, също флигеладютант на царя. Остава неомъжена до края на живота си.
През 1937 г. напуска двореца и заживява в построената за нея къща в квартал „Изгрев“ в София.
Княгиня Евдокия е талантлива художничка и меценатка. Тя проектира и изработва бойните знамена на дивизиите и полковете на българската армия. Арестувана е след идването на комунистите на власт и месеци е била подложена на мъчителни разпити и унижения, които подкопават здравето ѝ. Призована е и като свидетел по време на т.нар. „Народен съд“. През 1946 прави щедри дарения от народни носии, шевици и накити на Етнографския музей, преди да бъде изгонена от страната заедно с другите оцелели членове на царското семейство.
Установява се при своя баща цар Фердинанд в град Кобург, а след смъртта му през 1948 г. – при семейството на сестра си Надежда, херцогиня Вюртембергска.
Умира на преклонна възраст на 4 октомври 1985 г. в санаториум край Боденското езеро.

## Галерия
- Гербът на княгиня Евдокия